# 4e division d'infanterie (États-Unis)
Pour les articles homonymes, voir 4e division d'infanterie.

Insigne distinctif d'unité

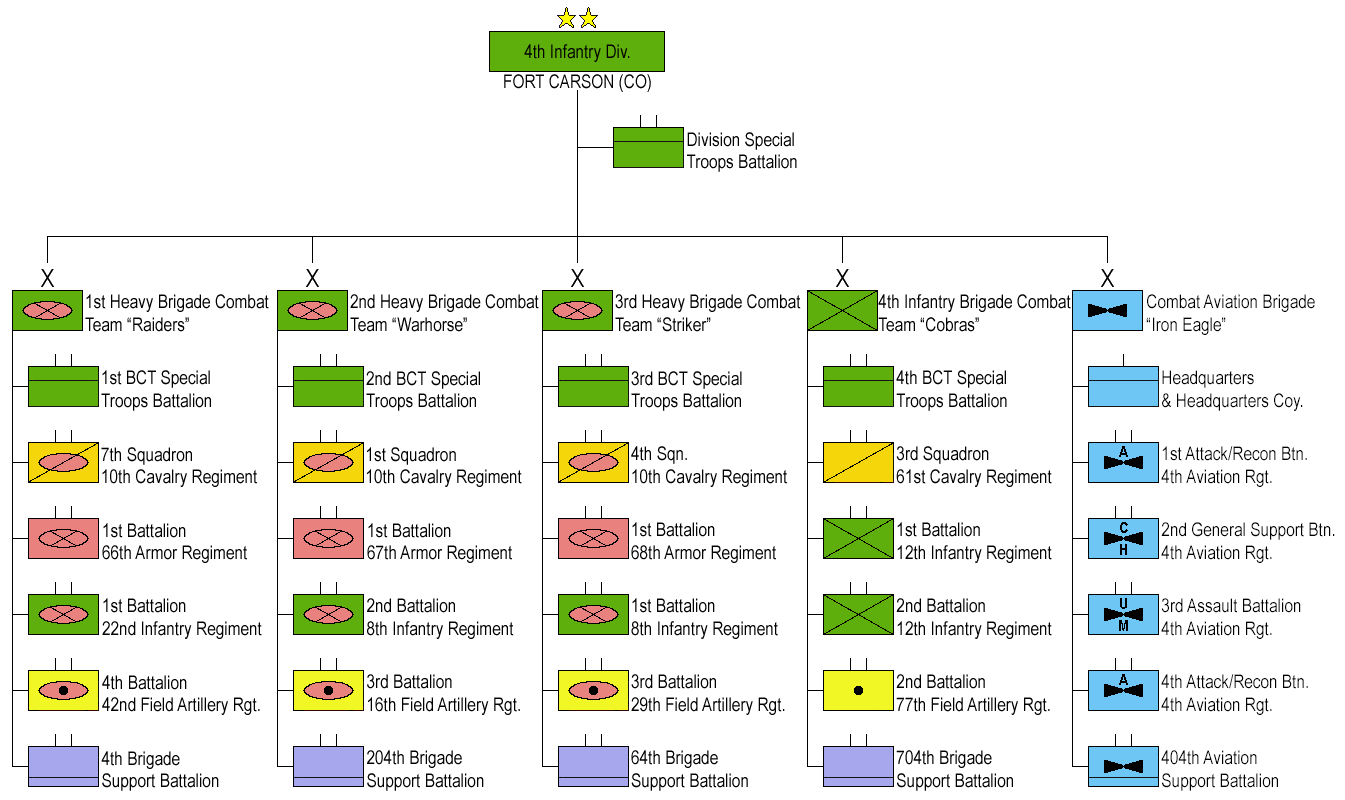
Organigramme de la division en 2014

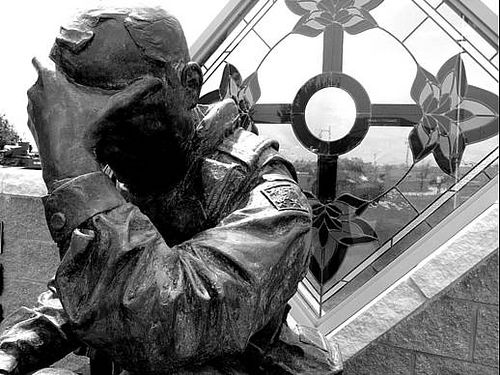
Mémorial de la ID à Ford Wood

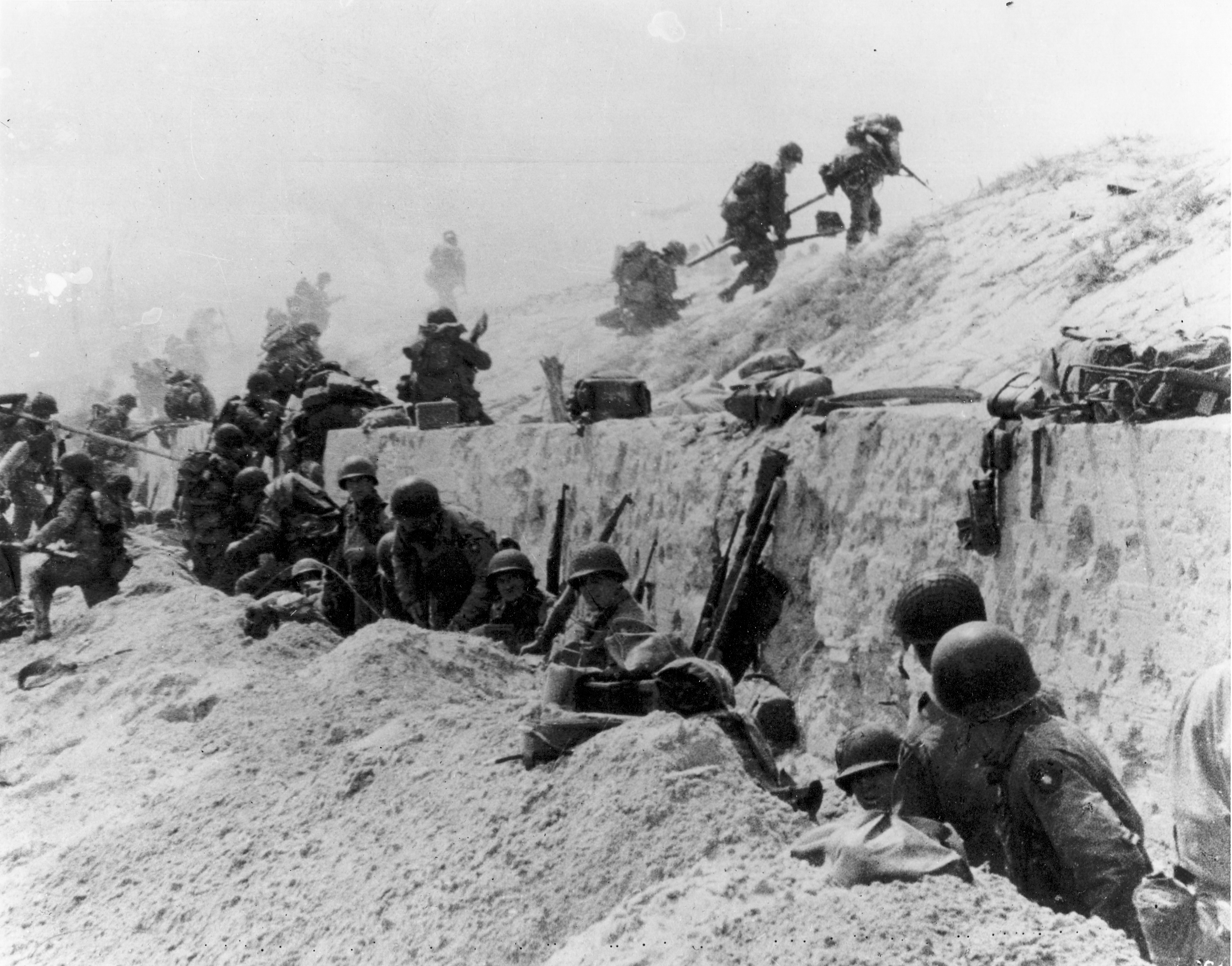
Débarquement à Utah Beach

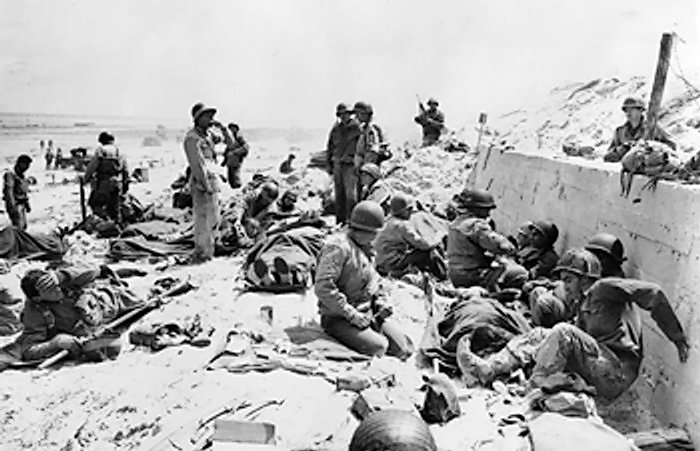
Blessés attendant l'évacuation

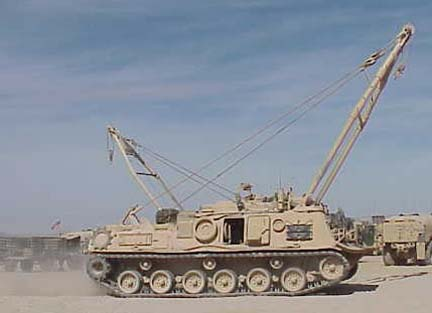
Engin de dépannage M88 Hercules de la 4e DI

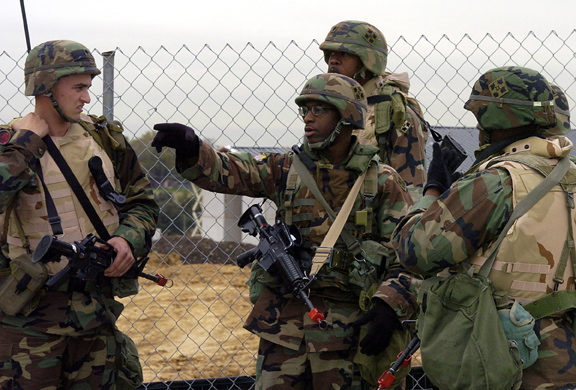
Soldats de la 4e DI en exercice au Texas en 2004

Surnommée Ivy, c'est-à-dire Lierre, jeu de mots sur la prononciation de IV en anglais, la 4e division d'infanterie américaine (4th Infantry Division) de l'US Army est créée en décembre 1917 et foule le sol de France lors de la Première Guerre mondiale. Réorganisée en 1940, elle gagne le Royaume-Uni en janvier 1944 sous les ordres du général Barton.
Depuis 2005, son quartier-général est à Fort Carson (Colorado), la division était auparavant à Fort Hood (Texas).

## Seconde Guerre mondiale
Le 6 juin 1944, premier jour du débarquement de Normandie, la 4e DI débarque sur la plage d'Utah Beach sous les ordres de son commandant en second, le général Theodore Roosevelt Junior. Celui-ci, fils de l’ancien président américain, est le plus haut gradé allié à débarquer dans une vague d'assaut le jour du débarquement malgré son âge, 57 ans, et une arthrite l'obligeant à se déplacer avec une canne. Ce débarquement est marqué par une erreur sur la plage d'arrivée : la division est débarquée un kilomètre à côté de son objectif à cause des courants marins. Cette erreur se révélera bénéfique, cette partie de plage étant moins défendue. La prise de la plage d'Utah est beaucoup moins sanglante que celle d'Omaha : « seulement » 200 soldats sont portés tués, blessés ou disparus au soir du 6 juin dans la 4e d'infanterie US.
Après que la tête de pont est consolidée, la 4e DI US participe fin juin à la prise de Cherbourg et de son port. À partir de juillet 1944, elle s'engage dans la bataille dans le bocage normand dans laquelle elle connaît de lourdes pertes.
Le général Patton, alors que le front normand connaît de grosses difficultés à progresser, intègre la 4e DI US dans l’opération Cobra, connue également sous le nom de « percée d'Avranches ». La division participe également à la libération de Paris.
La frontière allemande atteinte en septembre 1944, elle doit, pendant l'hiver, résister à l'ultime tentative de contre-attaque allemande dans les Ardennes avant d'entrer définitivement sur le territoire allemand.
Dans le film  Le Jour le plus long (1962), Henry Fonda joue le rôle du général Theodore Roosevelt Junior qui  débarque avec sa canne à la tête de ses hommes lors du premier assaut. Auparavant une scène montre le général Barton, joué par Edmond O'Brien, l'autorisant à débarquer le jour J.

## Informations diverses sur la division
Raymond O. Barton (1889-1963), officier sorti de l'académie militaire de West Point, major général, commandant la 4e division américaine depuis 1942.
La 4th Infantry Division (Mechanized) a aussi servi durant la guerre en Irak, dans le triangle sunnite, en particulier vers Tikrit, du printemps 2003 à la fin de l'hiver 2004.
Son insigne (porté sur leur manche par les soldats de cette division) est une feuille de lierre.